# Olympische Winterspiele 2018/Teilnehmer (Andorra)
| Gelbes Symbol für Goldmedaillen mit stilisierten Olympischen Ringen | Graues Symbol für Silbermedaillen mit stilisierten Olympischen Ringen | Braundes Symbol für Bronzemedaillen mit stilisierten Olympischen Ringen |
| ------------------------------------------------------------------- | --------------------------------------------------------------------- | ----------------------------------------------------------------------- |
| —                                                                   | —                                                                     | —                                                                       |

Andorra nahm bei den Olympischen Winterspielen 2018 in Pyeongchang mit einer Delegation von fünf Athleten in drei Disziplinen teil, davon vier Männer und eine Frau. Es war die zwölfte Teilnahme an Olympischen Winterspielen. Fahnenträger bei der Eröffnungsfeier war Irineu Esteve Altimiras.

## Teilnehmer nach Sportarten

### Ski Alpin
| Athleten           | Wettbewerbe  | 1. Lauf     | 2. Lauf | Gesamt        | Gesamt        |
| Athleten           | Wettbewerbe  | Zeit        | Zeit    | Zeit          | Rang          |
| ------------------ | ------------ | ----------- | ------- | ------------- | ------------- |
| Frauen             |              |             |         |               |               |
| Mireia Gutiérrez   | Slalom       | 53,22 s     | 52,84 s | 1:46,06 min   | 30            |
| Männer             |              |             |         |               |               |
| Marc Oliveras      | Abfahrt      | −           | −       | DNF           | DNF           |
| Marc Oliveras      | Super-G      | −           | −       | 1:27,84 min   | 33            |
| Marc Oliveras      | Kombination  | 1:21,67 min | 52,97 s | 2:14,64 min   | 29            |
| Joan Verdú Sánchez | Abfahrt      | −           | −       | 1:44,65 min   | 37            |
| Joan Verdú Sánchez | Super-G      | −           | −       | 1:26,86 min   | 28            |
| Joan Verdú Sánchez | Riesenslalom | 1:12,06 min | DNF     | ausgeschieden | ausgeschieden |
| Joan Verdú Sánchez | Kombination  | 1:23,01 min | 49,53 s | 2:12,54 min   | 27            |

### Skilanglauf
| Athleten                | Wettbewerbe     | Zeit        | Rang |
| ----------------------- | --------------- | ----------- | ---- |
| Männer                  |                 |             |      |
| Irineu Esteve Altimiras | 15 km Freistil  | 35:40,7 min | 27   |
| Irineu Esteve Altimiras | 30 km Skiathlon | 1:21:47,7 h | 46   |
| Irineu Esteve Altimiras | 50 km klassisch | 2:19:08,3 h | 34   |

### Snowboard
| Athleten            | Wettbewerbe    | Qualifikation | Qualifikation | Achtelfinale | Viertelfinale | Halbfinale    | Finale        | Rang |
| Athleten            | Wettbewerbe    | Zeit          | Rang          | Rang         | Rang          | Rang          | Rang          | Rang |
| ------------------- | -------------- | ------------- | ------------- | ------------ | ------------- | ------------- | ------------- | ---- |
| Männer              |                |               |               |              |               |               |               |      |
| Lluís Marín Tarroch | Snowboardcross | 1:15,37 min   | 30            | 5            | ausgeschieden | ausgeschieden | ausgeschieden | 34   |